# Sociedad de Artesanos Amantes del Progreso

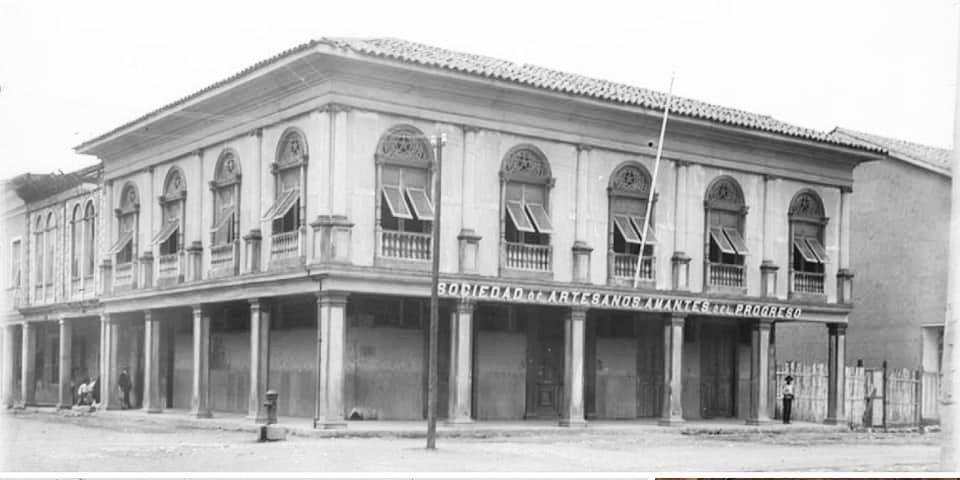
Sociedad de Artesanos Amantes del Progreso.

La Sociedad de Artesanos Amantes del Progreso es una organización guayaquileña que data del siglo XIX. fue fundada el 11 de diciembre de 1874, por el carpintero Andrés Miranda junto a otros 20 artesanos.

## Historia.
Fue fundada por artesanos guayaquileños a quienes se sumaron personalidades pudientes de la época, tenía la finalidad de asegurar la educación de sus hijos y sus allegados. Para cumplir con tal fin se crearon una caja de ahorros, y espacios académicos. Cada socio aportaría 4 reales semanales.
En 1880 se crearon una escuela nocturna. Aunque su objetivo principal de la organización era de instruir a los socios en temas de artes y oficios. Su sede original estaba ubicada en las calles Diez de Agosto y García Avilés, actualmente se encuentra en las calles Diez de Agosto y José Mascote.
Además de la escuela nocturna Luis Vernaza, la sociedad regenta otras instituciones educativas, están la Mercedes Moreno Irigoyen, la escuela de mecánica Agustín A. Rendón, la joyería Arturo Sánchez Regalado y la biblioteca pública Augusto Alvarado Oleas.
En el año 2002 el edificio de madera fue trasladado hasta el Parque Histórico de Guayaquil.  

## Alumnos destacados
Carlos Rubira Infante